# Paweł Targosz
Paweł Targosz (ur. 28 kwietnia 1903 w Sosnowcu, zm. 1972 tamże) – polski działacz robotniczy.

## Życiorys
Pochodził z biednej rodziny, od najmłodszych lat pracował. W środowisku robotniczym zetknął się z działalnością komunistyczną, w 1922 wstąpił do Komunistycznego Związku Młodzieży Polskiej. Pomiędzy 1924 a 1929 był wielokrotnie aresztowany i osadzany w więzieniu, gdzie również rozpowszechniał idee walki klasowej. Podczas II wojny światowej walczył w szeregach Armii Czerwonej, a następnie jako oficer ludowego Wojska Polskiego. W 1945 został wybrany na stanowisko starosty cieszyńskiego, a następnie wielokrotnie obejmował stanowiska kierownicze w przemyśle ciężkim i w aparacie partyjnym.
Pochowany na cmentarzu parafii św. Barbary w Sosnowcu.

## Ordery i odznaczenia
- Order Sztandaru Pracy I klasy (1959)[2]
- Krzyż Komandorski z Gwiazdą Orderu Odrodzenia Polski
- Krzyż Kawalerski Orderu Odrodzenia Polski
- Złoty Krzyż Zasługi (18 stycznia 1946)[3]